# Plagodis floscularia
Plagodis floscularia är en fjärilsart som beskrevs av Augustus Radcliffe Grote 1881. Plagodis floscularia ingår i släktet Plagodis och familjen mätare. Inga underarter finns listade i Catalogue of Life.